# Le Gault-Saint-Denis
Le Gault-Saint-Denis est une commune française située dans le département d'Eure-et-Loir en région Centre-Val de Loire.

## Géographie

### Situation

Situation géographique
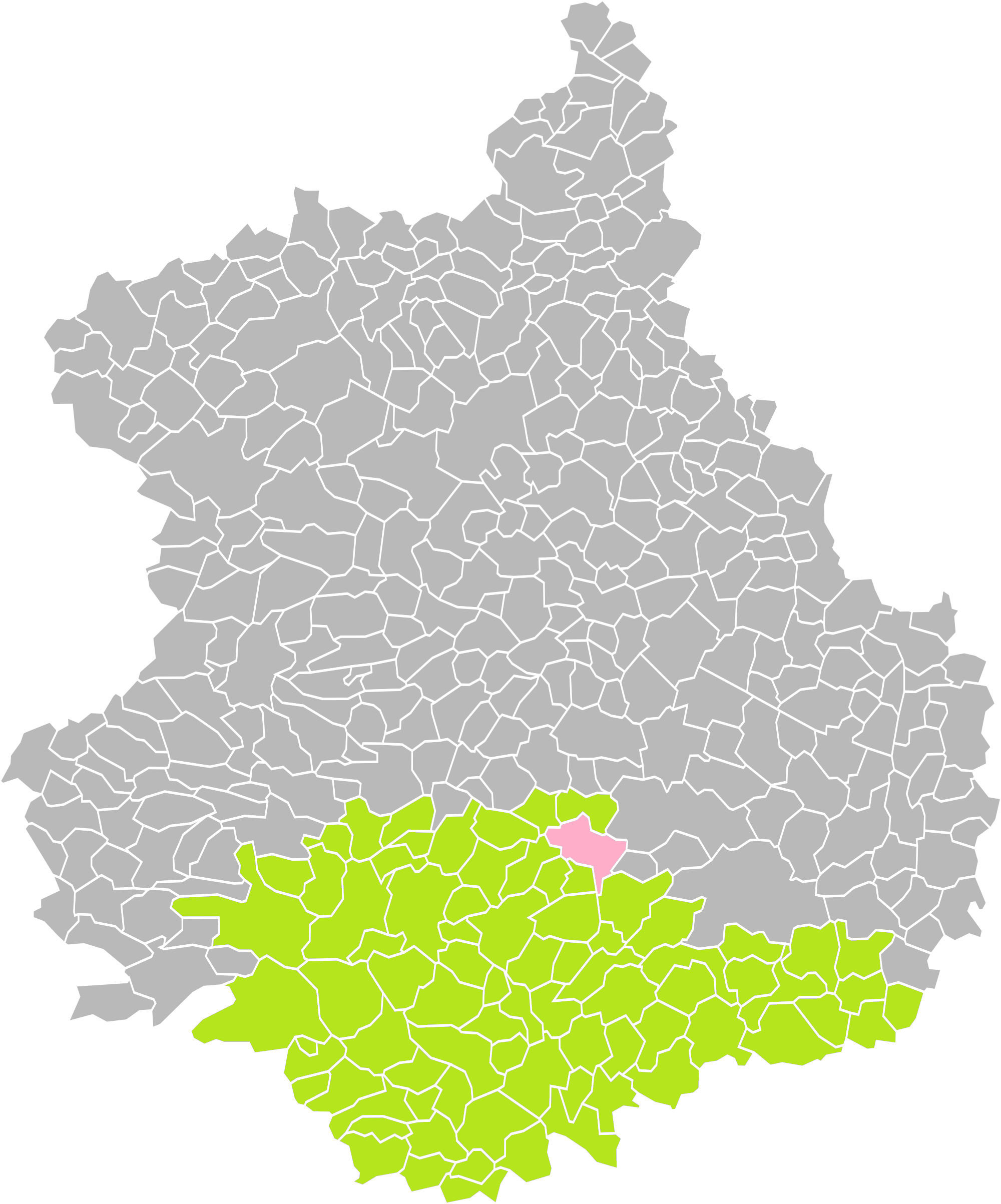
Le Gault-Saint-Denis dans son arrondissement.
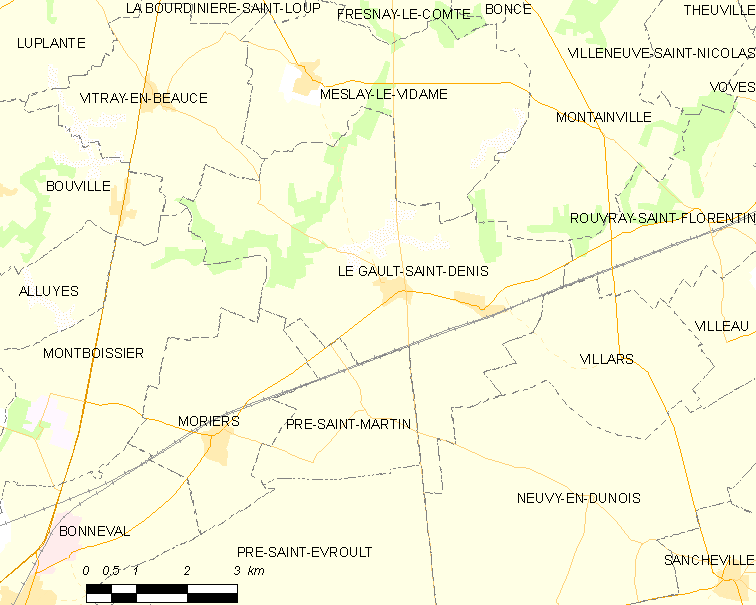
Carte de la commune du Gault-Saint-Denis.

### Communes limitrophes
| Vitray-en-Beauce | Meslay-le-Vidame                   | Montainville                    |
| Montboissier     | du Gault-Saint-Denis               | Rouvray-Saint-Florentin Villars |
| Moriers          | Pré-Saint-Martin Pré-Saint-Évroult | Neuvy-en-Dunois                 |

### Hameaux, lieux-dits et écarts
- Varennes, au nord ;
- Plancheville, à l'est ;
- Chauffours, au sud ;
- Bronville, à l'ouest.

### Hydrographie

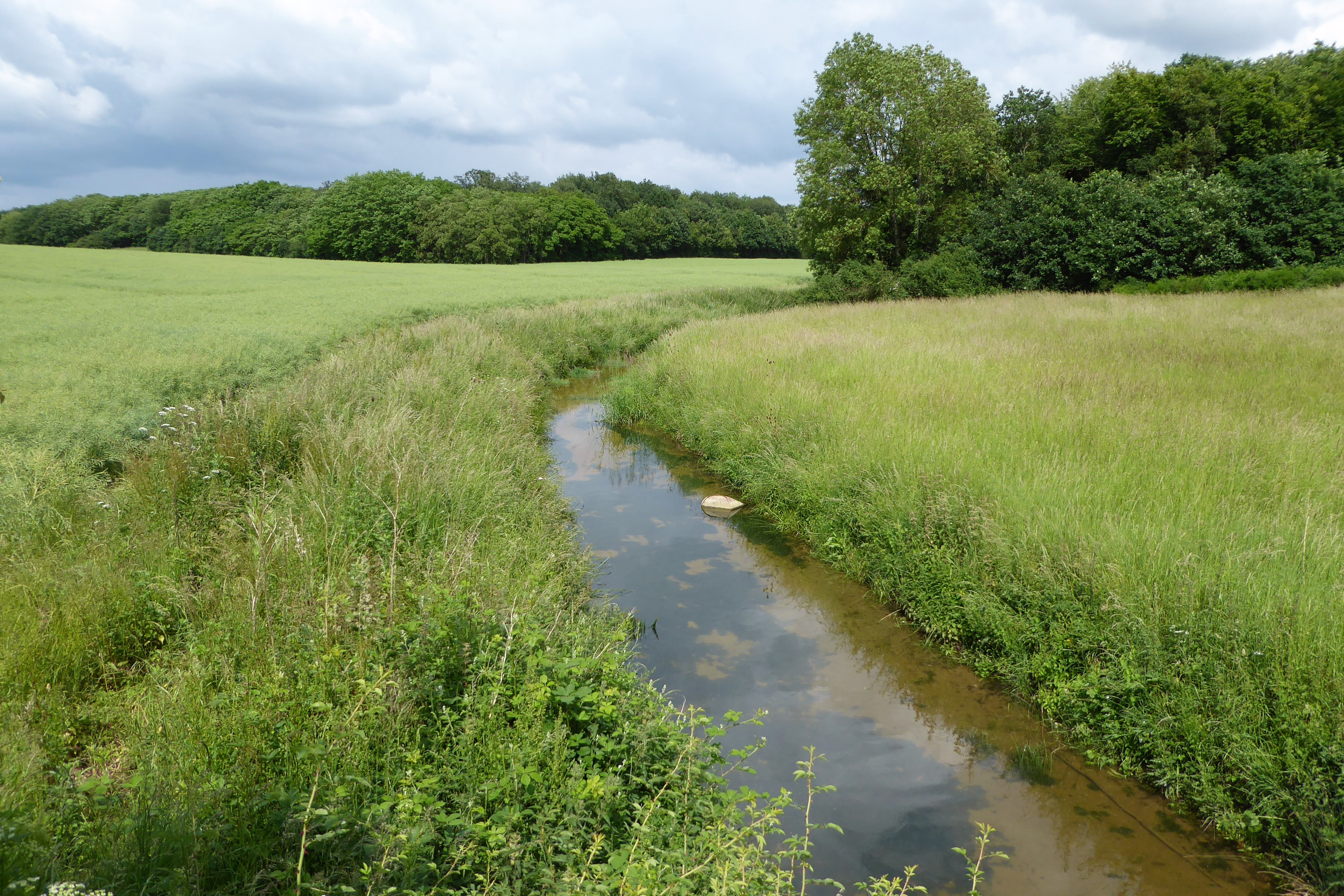
Le ruisseau de Boncé.

La commune est traversée par la vallée de Boncé qui croise la route départementale 123 près de Bronville, avant de rejoindre la Vallée de Paray, affluent en rive gauche du Loir.

### Climat
Pour des articles plus généraux, voir Climat du Centre-Val de Loire et Climat d'Eure-et-Loir.
En 2010, le climat de la commune est de type climat océanique dégradé des plaines du Centre et du Nord, selon une étude du CNRS s'appuyant sur une série de données couvrant la période 1971-2000. En 2020, Météo-France publie une typologie des climats de la France métropolitaine dans laquelle la commune est exposée à un climat océanique altéré et est dans une zone de transition entre les régions climatiques « Sud-ouest du bassin Parisien » et « Moyenne vallée de la Loire ». 
Pour la période 1971-2000, la température annuelle moyenne est de 10,7 °C, avec une amplitude thermique annuelle de 15 °C. Le cumul annuel moyen de précipitations est de 630 mm, avec 10,3 jours de précipitations en janvier et 7,5 jours en juillet. Pour la période 1991-2020, la température moyenne annuelle observée sur la station météorologique de Météo-France la plus proche, sur la commune de Pré-Saint-Évroult à 7 km à vol d'oiseau, est de 11,3 °C et le cumul annuel moyen de précipitations est de 592,2 mm,. Pour l'avenir, les paramètres climatiques de la commune estimés pour 2050 selon différents scénarios d'émission de gaz à effet de serre sont consultables sur un site dédié publié par Météo-France en novembre 2022.

## Urbanisme

### Typologie
Au 1er janvier 2024, Le Gault-Saint-Denis est catégorisée commune rurale à habitat dispersé, selon la nouvelle grille communale de densité à 7 niveaux définie par l'Insee en 2022.
Elle est située hors unité urbaine. Par ailleurs la commune fait partie de l'aire d'attraction de Chartres, dont elle est une commune de la couronne,. Cette aire, qui regroupe 117 communes, est catégorisée dans les aires de 50 000 à moins de 200 000 habitants,.

### Occupation des sols
L'occupation des sols de la commune, telle qu'elle ressort de la base de données européenne d’occupation biophysique des sols Corine Land Cover (CLC), est marquée par l'importance des territoires agricoles (86,1 % en 2018), en diminution par rapport à 1990 (87,3 %). La répartition détaillée en 2018 est la suivante : 
terres arables (82,8 %), forêts (11,5 %), zones agricoles hétérogènes (3,4 %), zones urbanisées (2,4 %). L'évolution de l’occupation des sols de la commune et de ses infrastructures peut être observée sur les différentes représentations cartographiques du territoire : la carte de Cassini (XVIIIe siècle), la carte d'état-major (1820-1866) et les cartes ou photos aériennes de l'IGN pour la période actuelle (1950 à aujourd'hui).

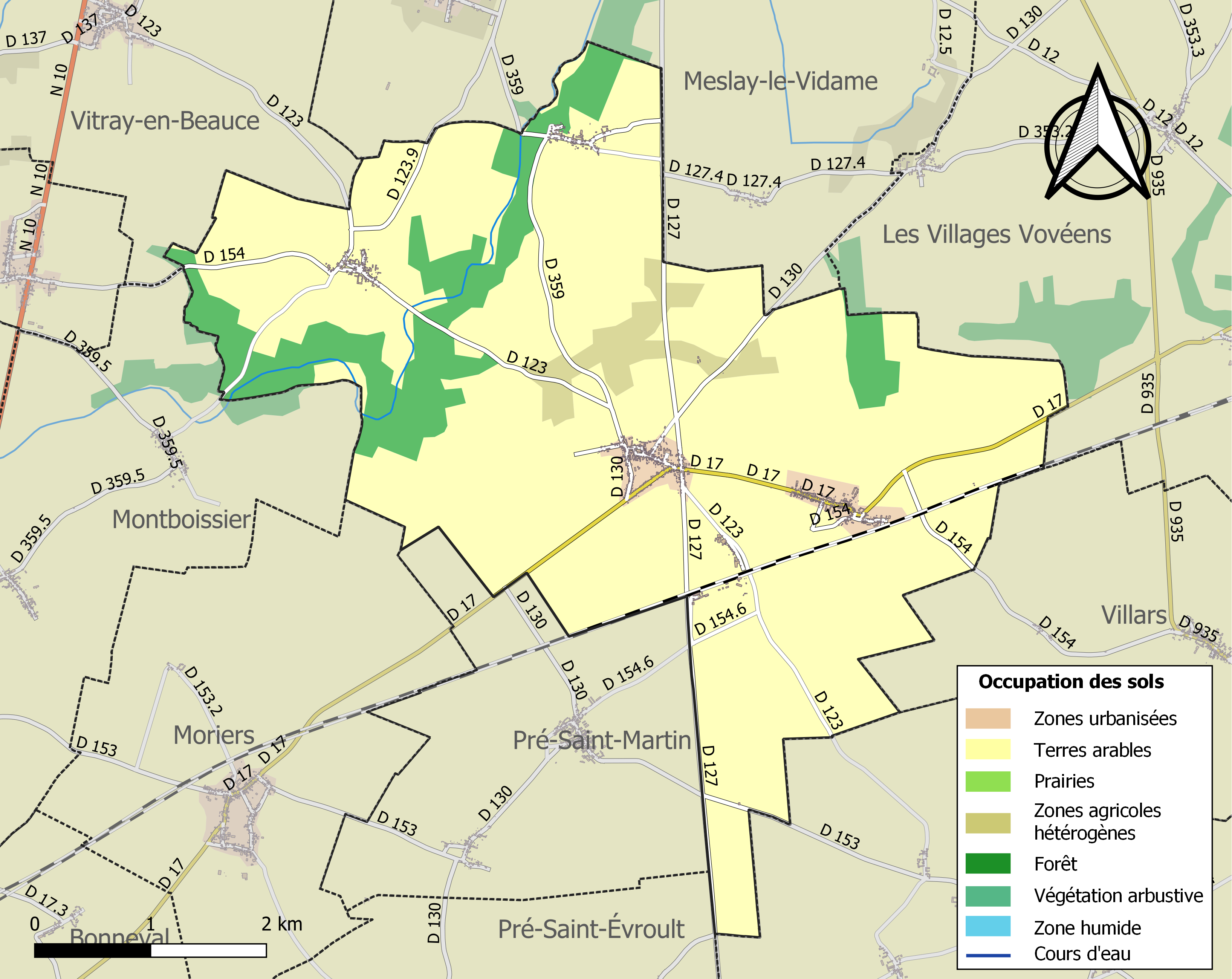
Carte des infrastructures et de l'occupation des sols de la commune en 2018 (CLC).

### Risques majeurs
Le territoire de la commune duGault-Saint-Denis est vulnérable à différents aléas naturels : météorologiques (tempête, orage, neige, grand froid, canicule ou sécheresse), inondations, mouvements de terrains et séisme (sismicité très faible). Il est également exposé à un risque technologique, le transport de matières dangereuses. Un site publié par le BRGM permet d'évaluer simplement et rapidement les risques d'un bien localisé soit par son adresse soit par le numéro de sa parcelle.

#### Risques naturels
Certaines parties du territoire communal sont susceptibles d’être affectées par le risque d’inondation par débordement de cours d'eau, notamment La commune a été reconnue en état de catastrophe naturelle au titre des dommages causés par les inondations et coulées de boue survenues en 1999, 2001 et 2002,.

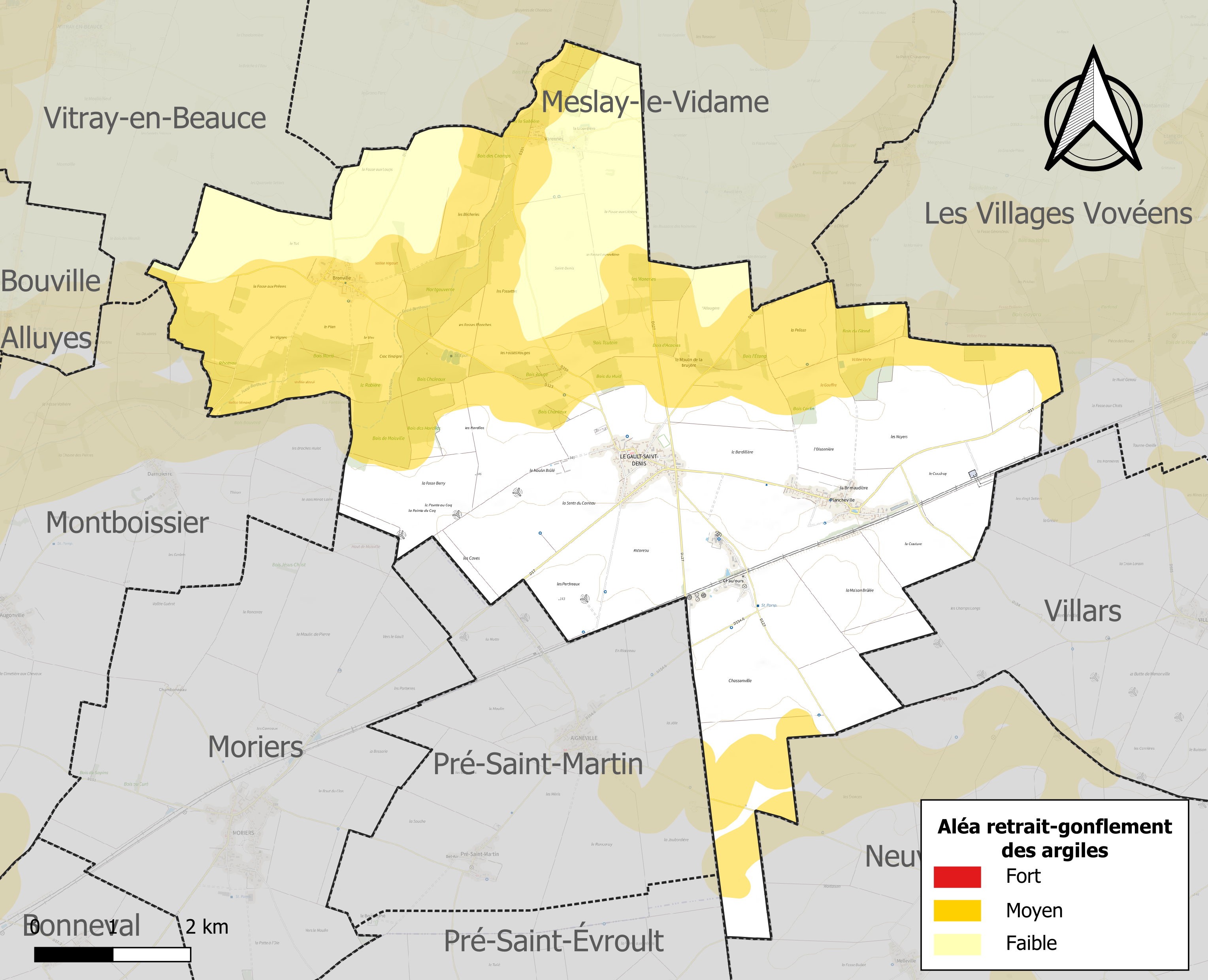
Carte des zones d'aléa retrait-gonflement des sols argileux duGault-Saint-Denis.

La commune est vulnérable au risque de mouvements de terrains constitué principalement du retrait-gonflement des sols argileux. Cet aléa est susceptible d'engendrer des dommages importants aux bâtiments en cas d’alternance de périodes de sécheresse et de pluie. 38,3 % de la superficie communale est en aléa moyen ou fort (52,8 % au niveau départemental et 48,5 % au niveau national). Sur les 321 bâtiments dénombrés sur la commune en 2019, 59 sont en aléa moyen ou fort, soit 18 %, à comparer aux 70 % au niveau départemental et 54 % au niveau national. Une cartographie de l'exposition du territoire national au retrait gonflement des sols argileux est disponible sur le site du BRGM,.
Concernant les mouvements de terrains, la commune a été reconnue en état de catastrophe naturelle au titre des dommages causés par des mouvements de terrain en 1999.

#### Risques technologiques
Le risque de transport de matières dangereuses sur la commune est lié à sa traversée par des infrastructures routières ou ferroviaires importantes ou la présence d'une canalisation de transport d'hydrocarbures. Un accident se produisant sur de telles infrastructures est en effet susceptible d’avoir des effets graves au bâti ou aux personnes jusqu’à 350 m, selon la nature du matériau transporté. Des dispositions d’urbanisme peuvent être préconisées en conséquence.

## Toponymie
Le Gault est attesté sous la forme Gaudum en 1212, Le Gault en Beauce en 1793, Le Gault en 1801, Le Gault-Saint-Denis en 1827.
Gault est un mot d'ancien français Gaut issu du germanique Wald signifiant « petit-bois, forêt ».
Saint-Denis est attesté sous les formes Ecclesia de Cernellis vel Cernelio en 1177 (charte de l’abbaye de Saint-Avit près Châteaudun), Serneliæ en 1190 (charte du chap. de Chartres), Sarnelle vers 1250 (pouillé), Sanctus Dionisius de Cernellis en 1300 (polypt. de Chartres), Saint-Denis-de-Cernelles avant 1827.

## Histoire
On reconnait au niveau de la route menant à Cormainville une voie romaine allant de Chartres à Orléans, et passant par Patay.
Le Gault-Saint-Denis résulte de la fusion de deux communes : le Gault-en-Beauce et Saint-Denis-de-Cernelles, par ordonnance royale du 21 septembre 1827 (Archives nationales-F 2 II Eure-et-Loir 2, plan annexé à la minute).

## Politique et administration

### Liste des maires
| Période                                  | Période     | Identité         | Étiquette | Qualité     |
| ---------------------------------------- | ----------- | ---------------- | --------- | ----------- |
| Les données manquantes sont à compléter. |             |                  |           |             |
| Mars 2001                                | 2014        | François Wissocq |           |             |
| Mars 2014                                | 2015        | Benoist Moreau   | SE        | Agriculteur |
| Janvier 2016                             | 26 mai 2020 | Valérie Arnoult  |           |             |
| 26 mai 2020                              | En cours    | David Legrand    |           |             |

## Population et société

### Démographie
L'évolution du nombre d'habitants est connue à travers les recensements de la population effectués dans la commune depuis 1793. Pour les communes de moins de 10 000 habitants, une enquête de recensement portant sur toute la population est réalisée tous les cinq ans, les populations de référence des années intermédiaires étant quant à elles estimées par interpolation ou extrapolation. Pour la commune, le premier recensement exhaustif entrant dans le cadre du nouveau dispositif a été réalisé en 2008.

En 2022, la commune comptait 674 habitants, en évolution de +0,3 % par rapport à 2016 (Eure-et-Loir : −0,23 %, France hors Mayotte : +2,11 %).
| 1793 | 1800 | 1806 | 1821 | 1831 | 1836 | 1841 | 1846 | 1851 |
| ---- | ---- | ---- | ---- | ---- | ---- | ---- | ---- | ---- |
| 708  | 687  | 665  | 652  | 838  | 774  | 784  | 786  | 828  |

| 1856 | 1861 | 1866 | 1872 | 1876 | 1881 | 1886 | 1891 | 1896 |
| ---- | ---- | ---- | ---- | ---- | ---- | ---- | ---- | ---- |
| 836  | 842  | 862  | 830  | 823  | 804  | 806  | 781  | 786  |

| 1901 | 1906 | 1911 | 1921 | 1926 | 1931 | 1936 | 1946 | 1954 |
| ---- | ---- | ---- | ---- | ---- | ---- | ---- | ---- | ---- |
| 781  | 804  | 805  | 753  | 784  | 765  | 745  | 764  | 703  |

| 1962 | 1968 | 1975 | 1982 | 1990 | 1999 | 2006 | 2008 | 2013 |
| ---- | ---- | ---- | ---- | ---- | ---- | ---- | ---- | ---- |
| 634  | 614  | 539  | 507  | 540  | 538  | 654  | 686  | 673  |

| 2018 | 2022 | - | - | - | - | - | - | - |
| ---- | ---- | - | - | - | - | - | - | - |
| 675  | 674  | - | - | - | - | - | - | - |

### Enseignement
L'école fait partie d'un syndicat intercommunal de regroupement pédagogique (SIRP) de 5 communes : Le Gault-Saint-Denis, Pré-Saint-Martin, Moriers, Dancy et Pré-Saint-Évroult.

### Manifestations culturelles et festivités
Le village a été le théâtre de fêtes costumées (Moyen Âge, Renaissance, Révolution...) pendant une quinzaine d'années rassemblant 350 personnages et qui attira jusqu'à 5000 personnes[réf. nécessaire] dans les rues du village. La fête passa sur TF1 et fut sollicitée sur d'autres fêtes médiévales en France : Mâcon, Solutré, Obernai, Foix, Cordes, Salon de Provence, Rixheim...[réf. nécessaire]

## Économie

### Parcs éoliens

#### Le Moulin de Pierre nord
En 2017, trois turbines Vestas V112/3300, d'une puissance de 3,3 MW chacune, ont été mises en service sur la commune par la société Zéphir, développant une puissance totale de 9,9 MW.

#### Le Moulin de Pierre sud
La même année, trois autres turbines identiques ont été installées par Zéphir, sur la commune et sur celle voisine de Pré-Saint-Martin, développant une puissance totale de 9,9 MW.

## Culture locale et patrimoine

### Lieux et monuments
- Église Saint-Étienne, XVIe et XVIIIe siècles.

Lieux et monuments
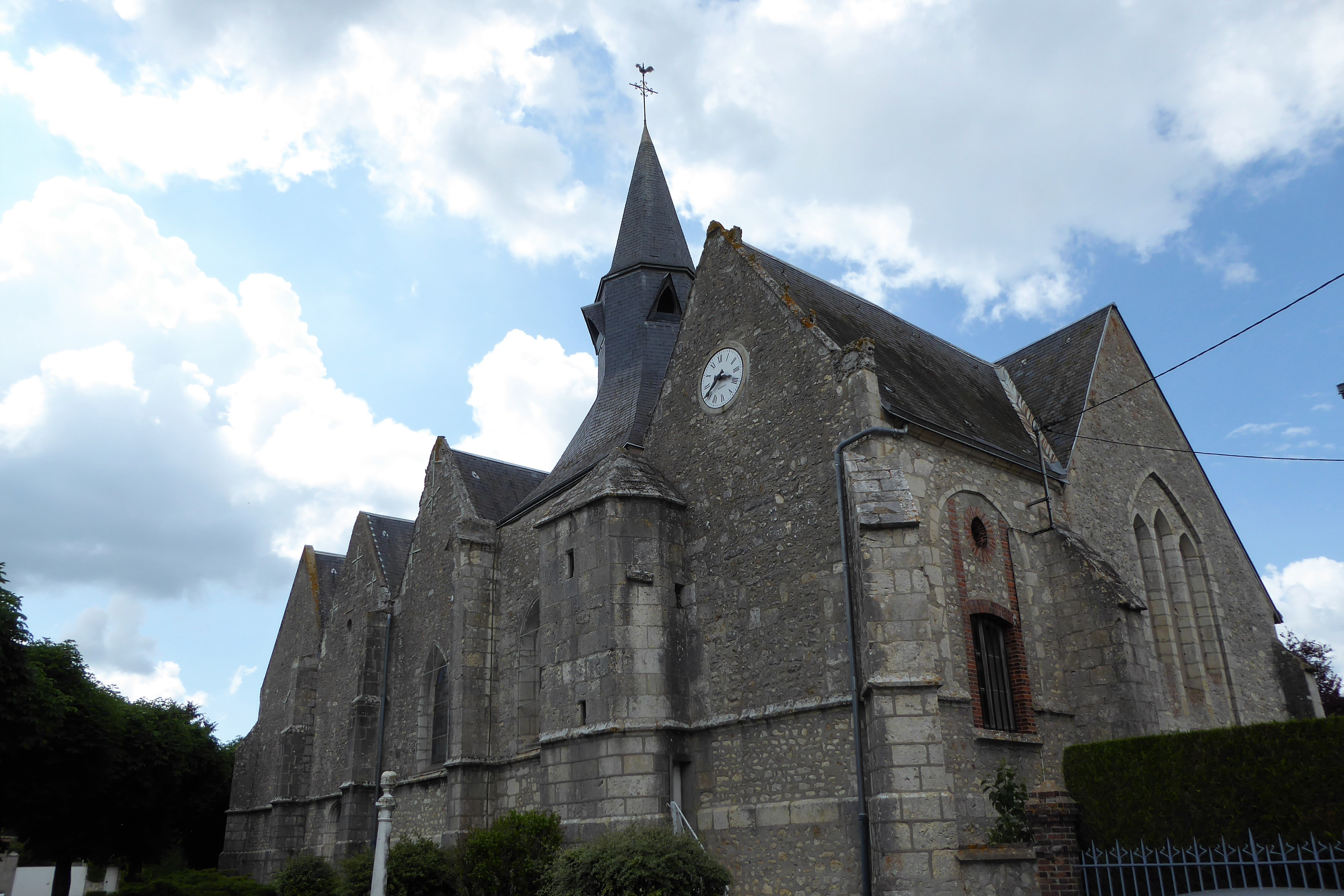
L'église Saint-Étienne.
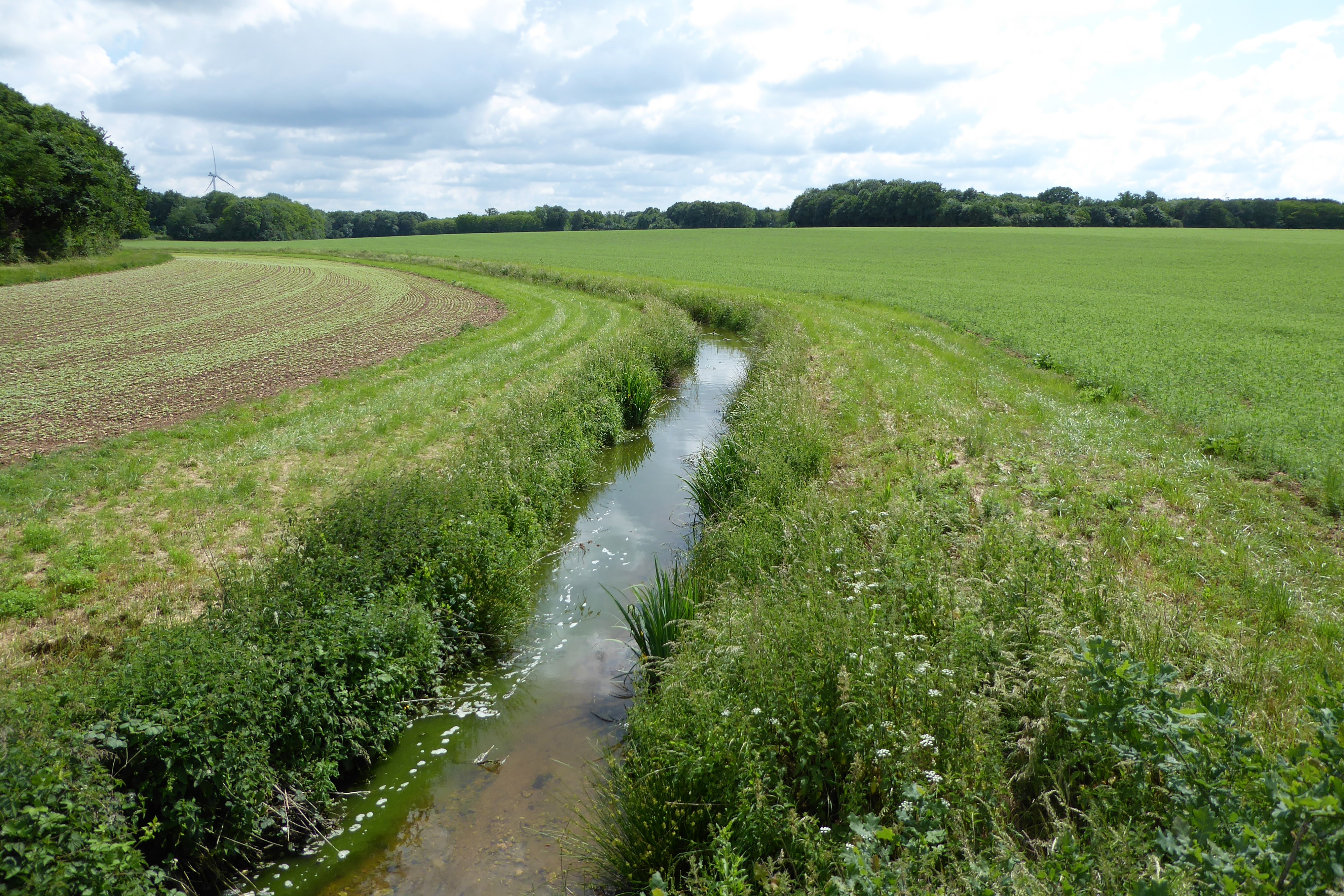
Le ruisseau de Boncé.
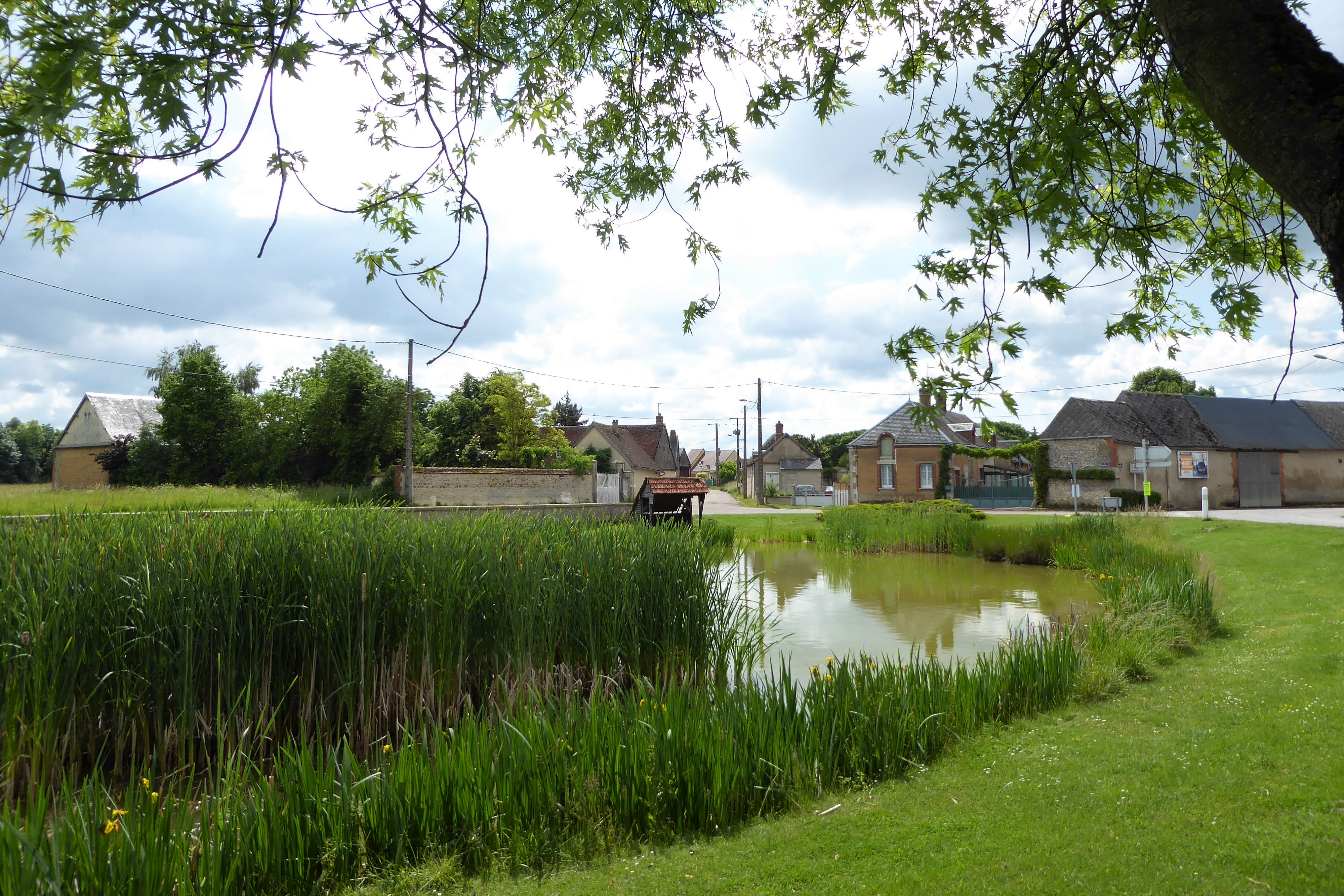
La mare de Plancheville.

### Héraldique
| Blason de Le Gault-Saint-Denis | Blason  | D'argent au chêne coupé au naturel fruité d'or, au chef d'azur chargé de trois gerbes de blé d'or ; le tout enfermé dans une bordure de gueules chargée d'une chaîne d'or.                            |
| Blason de Le Gault-Saint-Denis | Détails | Le chêne est pour l'étymologie de « gault » (du germanique wald) qui signifie « bois, forêt ». La chaîne est un attribut de saint Denis, et les gerbes sont pour la Beauce. Utilisé depuis mars 2023. |